# イバラード
イバラード（Iblard）は、画家井上直久が描く絵画や漫画の舞台となる架空の国家。
名前の由来は自らの居住地である大阪府茨木市であり、宮沢賢治のイーハトーブ（モデルは岩手県）に倣っている。西はスイテリアという国（モデルは吹田市）と、東はタカツングという国（モデルは高槻市）と接する。
魔法の存在する世界であり、人々はシンセスタという思念に反応する鉱物等を用い、ソルマ（虚像）という技法によって自分の思い浮かべたものを表現する。空にはラピュタと呼ばれる浮島や小惑星が無数に浮かび、街の建造物は植物に覆われている。この世界の公共交通機関は車輪のない宙に浮く高速鉄道「ジーマ」や市電である。空間や重力、ものの見え方や感じ方なども一定ではなく、可変的なものとして描写される。住民は人間をはじめ、外見はモグラやカエルやトカゲにしか見えない者や、培養人間、龍、森の人（J・R・R・トールキンの作品に登場するエントにちなむ）など多種多様であり、コウイカや恐竜・爬虫類、小惑星などとも意思の疎通がなされる。「めげゾウ」のような特徴的な存在もいる。
土地としてのイバラードは野原の国で、住民は多かれ少なかれ魔法使い（他者と思念を共鳴させてソルマを出現させられる者）である。スイテリアはエルフめいた人々の住むバイオとハイテクの国、タカツングはラピュタとレアメタルの国という。
井上が背景画を提供したスタジオジブリ製作のアニメ映画『耳をすませば』の挿話「バロンのくれた物語」、および三鷹の森ジブリ美術館の短編作品『星をかった日』（井上の同名の絵本が原案）の舞台にもなっている。三鷹の森ジブリ美術館の館内には「上昇気流II」が壁画として描かれている他、『耳をすませば』の場面の元になった「上昇気流」は宮崎駿が所有している。

## 関連書籍
- イバラードの旅 （講談社、1983年） ISBN 4-06-127299-3 絵本、講談社絵本新人賞受賞
- イバラード博物誌 （架空社、1994年） ISBN 4-906268-58-7 画集
- イバラード物語 ラピュタのある風景 （青心社、1995年） ISBN 4878920742 漫画
- 空の庭、星の海 イバラード博物誌 2 （架空社、1997年）ISBN 9784877522001
- ジパングの岸辺 イバラード博物誌 3 （架空社、1999年）ISBN 4-87752-120-8
- 世界はあなたのコレクション （架空社　2001年）ISBN 9784877522049 大判画集
- ここが、その街 イバラード博物誌 4 （架空社、2003年）ISBN 4-87752-205-0
- 星をかった日 （架空社、2006年）ISBN 4-87752-139-9 絵本
- 水わく丘 イバラード博物誌 5 （架空社、2008年）ISBN 4-87752-208-5

## 関連ソフト
- イバラード 〜ラピュタの孵る街〜（システムサコム／テレビ朝日）- プレイステーション専用ゲームソフト
- Visions of IBLARD（ソルマプレス）- CD-ROM画集、音楽を都留教博が提供
- イバラード時間（ジブリがいっぱいCOLLECTION／ブエナ・ビスタ・ホーム・エンターテイメント）- CG処理・アニメーション化による映像画集